# 윌리엄 휘태커 (신학자)

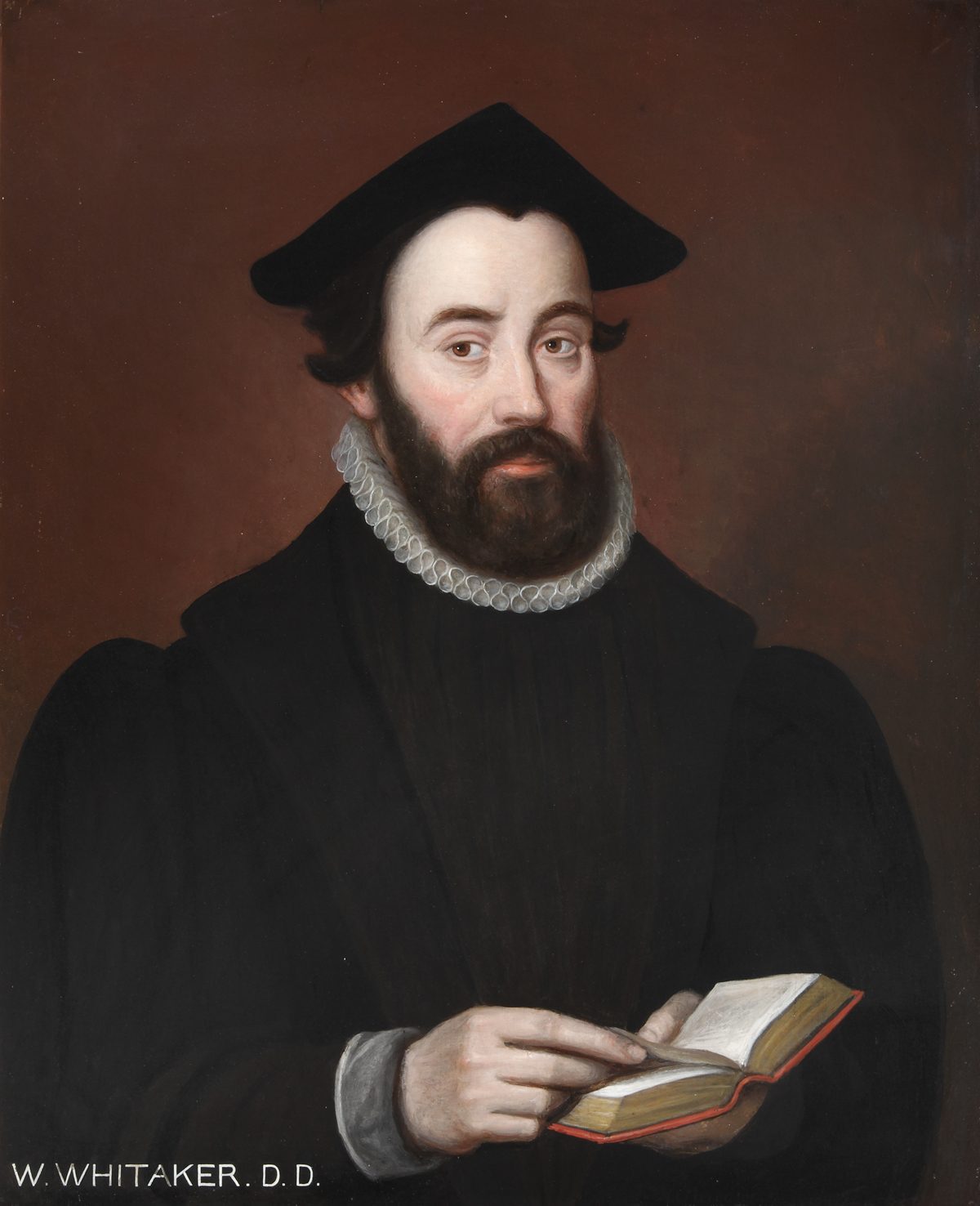
윌리엄 휘태커의 초상화

윌리엄 휘태커 (William Whitaker; 1548년-1595년)는 유명한 프로테스탄트 칼빈주의 신학자이다.

## 생애
그는 토머스 휘태커의 세번째 아들로 랭카셔의 번리근처에 있는 홈에서 태어났다. 그의 외삼촌인 알렉산더 노웰에 의헤 런던에 위치한 세인트 폴 학교에서 공부를 하였다. 1564년에 트리니티 칼리지 (케임브리지 대학교)으로 편입하였다. 그곳에서 공동기도문을 헬라어로 번역을 하였다.

## 저서
- '성경에 관한 논거'에서 모든 교리는 성경으로만 판단할 수 있다라고 주장하였다.[1]

1. ↑  Fesko, J. V., 1970-. 〈3〉. 《The theology of the Westminster standards : historical context and theological insights》. Wheaton, Illinois. 65쪽. ISBN 978-1-4335-3311-2.